# Pachyphytum
Pachyphytum Link et al. – rodzaj roślin należący do rodziny gruboszowatych (Crassulaceae DC. in Lam. & DC.). Obejmuje co najmniej 17 gatunków występujących naturalnie w Meksyku w stanach Querétaro, Hidalgo, San Luis Potosí oraz Guanajuato.

## Systematyka
Pozycja systematyczna według Angiosperm Phylogeny Website (aktualizowany system APG III z 2009)
Rodzaj ten należy do podrodziny Sedoideae, rodziny gruboszowatych Crassulaceae DC. in Lam. & DC., do rzędu skalnicowców (Saxifragales Dumort.) i wraz z nim do okrytonasiennych. 
Pozycja systematyczna według systemu Reveala (1993-1999)
Gromada okrytonasienne (Magnoliophyta Cronquist), podgromada Magnoliophytina Frohne & U. Jensen ex Reveal, klasa Rosopsida Batsch, podklasa różowe (Rosidae Takht.), nadrząd Saxifraganae Reveala, rząd skalnicowce (Saxifragales Dumort.), rodzina gruboszowate (Crassulaceae DC. in Lam. & DC.), podrodzina Sedoideae, plemię Sedeae
Wykaz gatunków
| - Pachyphytum aduncum (Baker) Rose - Pachyphytum bracteosum Klotzsch - Pachyphytum brevifolium Rose - Pachyphytum caesium Kimnach & Moran - Pachyphytum coeruleum J. Meyrán - Pachyphytum compactum Rose - Pachyphytum fittkaui Moran - Pachyphytum garciae Pérez-Calix & Glass - Pachyphytum glutinicaule Moran | - Pachyphytum hookeri (Salm-Dyck) A. Berger - Pachyphytum kimnachii Moran - Pachyphytum longifolium Rose - Pachyphytum machucae I. García, Glass & see Cházaro Basáñoez, Miguel de Jesús - Pachyphytum oviferum Purpus - Pachyphytum sodale (Berger) Rose - Pachyphytum viride E. Walther - Pachyphytum werdermannii Poelln. |